# Harbonäs

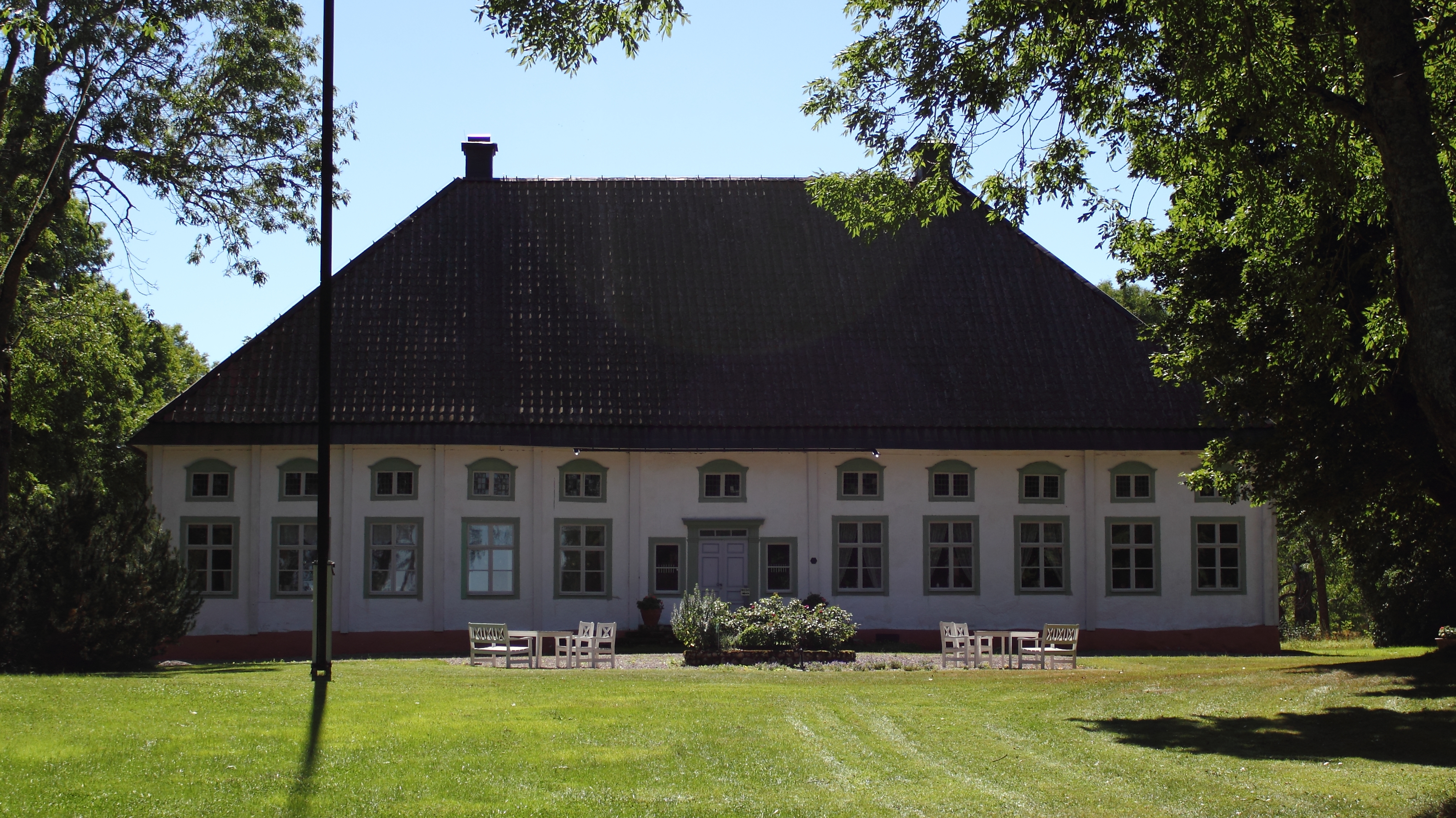
Harbonäs säteri

Harbonäs är en herrgård på en udde i Tämnaren i Harbo socken i Heby kommun. Gården hette till 1691 Näs. 
Harbonäs kan vara den äldsta kontinuerliga boplatsen i Harbo socken. Söder om säteriet finns ett stort gravfält med resta stenar, kvadratiska stensättningar och yngre gravtyper och stensträngar. 

## Historik
Äldsta omnämnande är i markgäldsförteckningen 1312 (in Nessium eller in Nessi). Under 1500-talet var Näs en ladugård under Aspnäs i Östervåla. 
Huvudbyggnaden har ett årtal 1637 inhugget i taknocken, men det är osäkert om byggnaden uppfördes då. Först 1668 begär Görvel Posse sätesfrihet för Näs, som beviljas 1669. År 1674 sägs Näs ha avförts från sin sätesfrihet, eftersom det saknades ståndsmässiga byggnader där. Året därpå är godset åter medfört. År 1684 finns där en trädgårdsmästare, och från 1690-talet också en fogde. Först 1707 var bönderna från den gamla byn i Näs avhysta.  
Görel Posse dog redan 1671, och gården övertogs av sonen Carl Carlsson Sparre (1632–1672). Änkan Barbro Johansdotter Cruus (född 1643), omgift med Gustaf Oxenstierna bebodde därefter Harbonäs. Hennes son Axel Sparre (1670–1717) var sedan ägare till säteriet. Under 1700-talet ägdes Harbonäs av Jöran von Knorring och ättlingar till honom i flera generationer.
Manbyggnaden är byggd i timmer i ett plan och var sannolikt ursprungligen rödmålad. Vid en ombyggnad på 1740-talet förstorades fönstren i bottenvåningen, och fasaderna reveterades och målades vita. Den fick sitt nuvarande utseende med ett högt valmat tak under loppet av 1700-talet. Det kan vara Nicodemus Tessin d.ä. stått för ritningarna till det ursprungliga 1600-talshuset, men detta är oklart. Herrgården byggdes om igen på 1800-talet. då fönstren fick nuvarande utseendet. Fasaderna kläddes då med vitmålad stående panel, vilken var klar till 1914, då byggnaden åter putsades. 
Vid sekelskiftet 1800/1900 ägdes gården under ett antal år av godsägaren och affärsmannen Axel G A Romander. Åren 1904-1905 ägdes gården av Axel E Jacobsson, som var viltgrossist i Stockholm, och som också gjorde ett försök att bryta och saluföra den skär- och brunstrimmiga harbonäsmarmorn. 
År 1922 inköptes gården av uppfinnaren Sven Lundberg (1891–1964), vars ättlingar fortfarande bebodde säteriet 2017. Efter år av förfall påbörjades en omfattande restaurering år 1939. Byggnaden försågs då med bland annat centralvärme, bad och ett modernt kök. 
Harbonäs säteri blev byggnadsminne 1965. Gården beskrevs i programmet Det sitter i väggarna i Sveriges Television i november 2017.